# Spider Lake, Wisconsin
Spider Lake là một thị trấn thuộc quận Sawyer, tiểu bang Wisconsin, Hoa Kỳ. Năm 2010, dân số của thị trấn này là 345 người.